# Porcellio parenzani
Porcellio parenzani är en kräftdjursart som beskrevs av Arcangeli1931. Porcellio parenzani ingår i släktet Porcellio och familjen Porcellionidae. Inga underarter finns listade i Catalogue of Life.